# Siège de Fort Zeelandia
Conflits entre la dynastie Ming et des pays européens
Batailles
Tunmen - Shancaowan - Penghu - Baie de Liaoluo - Fort Zeelandia
Le siège de Fort Zeelandia est une bataille qui se déroule en 1661–1662 et marque la fin de la colonisation de l'ile de Formose par la compagnie néerlandaise des Indes orientales (ou VOC), ainsi que la fondation du royaume de Tungning.
L'universitaire taïwanais Lu Chien-jung décrit cet événement comme une « guerre ayant déterminé le sort de Taïwan pour les quatre cents années qui ont suivi ».

## Situation avant le début du conflit
De 1623 à 1624, la Compagnie néerlandaise des Indes orientales est en conflit ouvert avec la Chine de la dynastie Ming, pour forcer cette dernière à ouvrir un de ses ports au commerce hollandais. Ce conflit s’achève avec la défaite des Hollandais, qui sont obligés d'évacuer leur colonie des îles Pescadores, pour s'installer à Formose. En 1633, les navires de la VOC et de leurs alliés pirates, affrontent une flotte chinoise commandée par Zheng Zhilong lors de la bataille de la baie de Liaoluo. Ce nouveau conflit s’achève comme le précédent, par une défaite néerlandaise; ce qui marque la fin des tentatives de la VOC pour s'installer en Chine continentale.
En 1632, les Hollandais établissent un poste fortifié sur la péninsule de Tayoan, ce qui correspond actuellement au district d'Anping de Tainan. Cette péninsule est séparée du reste de l'ile de Formose par une lagune peu profonde qui est alors connue sous le nom de "mer intérieure de Taikang" (chinois : 臺江內海). Les fortifications se composent de deux forts situés le long de la baie :
- Le plus important des deux est le Fort Zeelandia, qui est protégé par trois lignes concentriques de murs équipés de tours d'angles. Il est situé à l'entrée de la baie[7]. C'est là que vit et travaille Frederick Coyett, le gouverneur de Formose pour le compte de la VOC, avec 1 800 hommes
- Le second est le Fort Provintia. Plus petit que le précédent, il est en fait un bureau administratif fortifié[8]. Ce fort est sous la responsabilité de Valentyn, un subordonné de Coyett, qui a sous ses ordres une garnison de 500 hommes.

En 1659 Koxinga, le fils de Zheng Zhilong et chef des derniers loyalistes Ming, tente en vain de prendre la ville de Nankin, qui est tombée entre les mains des Mandchous de la dynastie Qing. Après cet échec, Koxinga estime que la mainmise des Qing sur la Chine est telle que ses troupes ont besoin de plus de fournitures et de main-d'œuvre pour pouvoir continuer à combattre. Il commence alors à chercher un endroit approprié pour y établir sa nouvelle base d'opérations. La réponse lui arrive sous la forme d'un homme nommé He Bin ((chinois traditionnel : 何斌)), qui travaillait pour la VOC à Formose. Ayant décidé de rallier les troupes de Koxinga, il se rend à Xiamen, où se trouve ce dernier, et lui fournit une carte de Taïwan.

## Siège

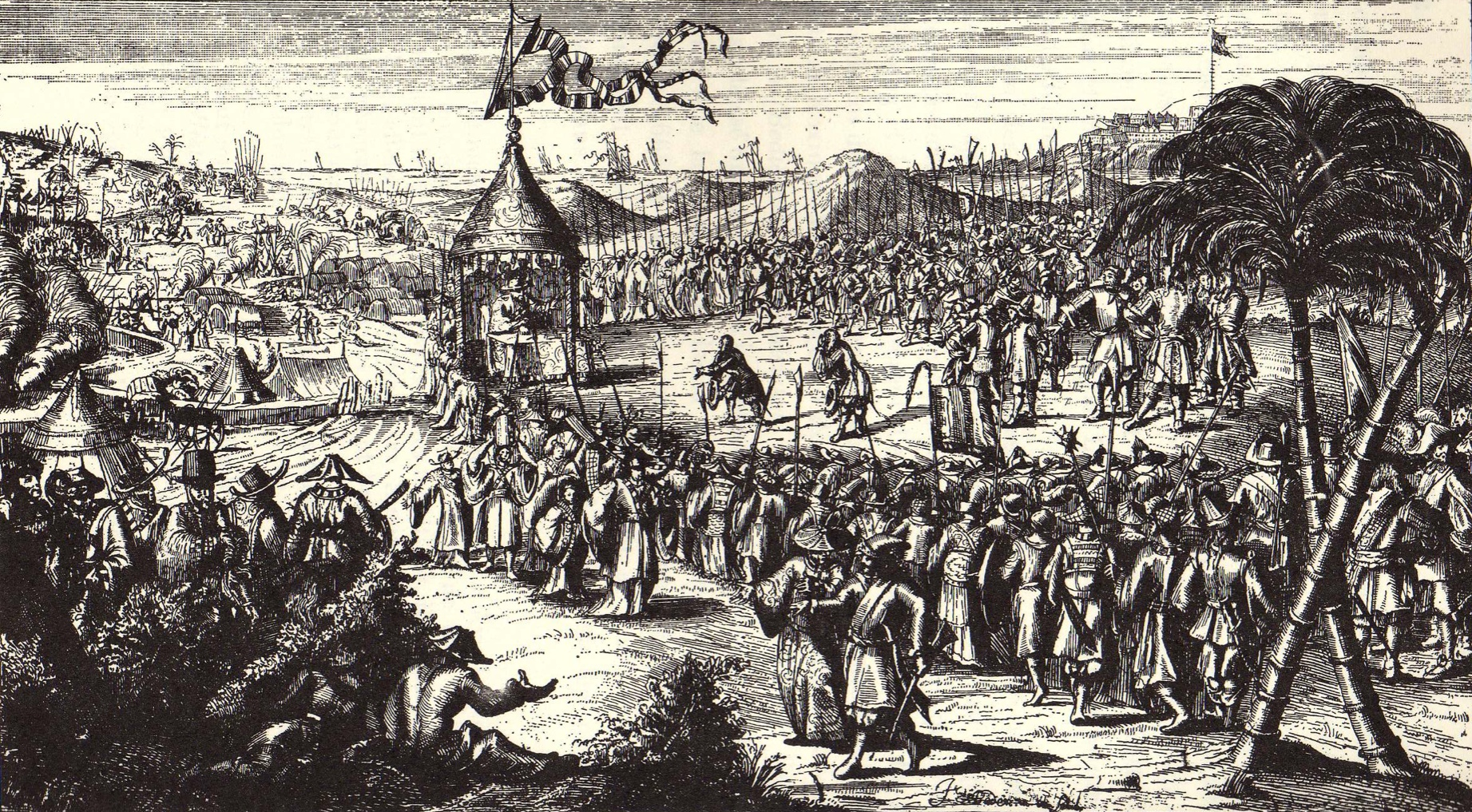
La reddition de Fort Zeelandia

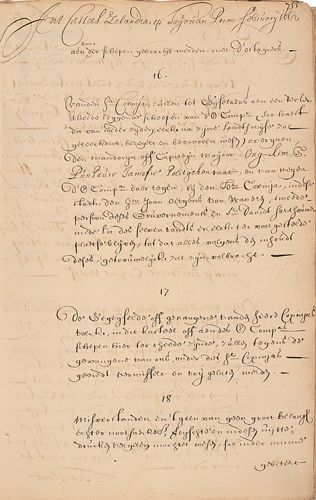
Traité de paix de 1662, entre le gouverneur hollandais de Formose et Koxinga.

Le 23 mars 1661, la flotte de Koxinga quitte l'ile de Kinmen pour rallier Formose. Cette flotte se compose de centaines de jonques de différentes tailles, qui transportent environ 25 000 soldats et marins. Ces navires arrivent à Penghu le jour suivant. Le 30 mars, une petite garnison reste à Penghu, tandis que le gros de la flotte part et arrive à Tayoan le 2 avril. Les premiers combats ont lieu sur l'île de Baxemboy, dans la baie de Taïwan, lorsque 2 000 Chinois attaquent 240 mousquetaires néerlandais et les mettent en déroute. Après être passés par une voie d'eau peu profonde inconnue des Hollandais, les hommes de Koxinga débarquent dans la baie de Lakjemuyse (chinois traditionnel : 鹿耳門). Quatre navires hollandais attaquent alors les jonques chinoises et en détruisent plusieurs, mais un des leurs est incendié par des navires-brûlots chinois. Les 3 autres réussissent à quitter la baie, deux pour revenir à Formose, tandis que le troisième part pour Batavia, la capitale des colonies de la VOC. Ce dernier n'atteint sa destination qu'après une cinquantaine de jours, à cause des mauvaises conditions de navigation liées à la mousson du sud. Dès lors, les hommes de Konxiga ne rencontrent plus d'opposition et peuvent débarquer en toute sécurité, puis se mettre à construire des terrassements surplombant la plaine.
"Certains étaient armés d'arcs et de flèches (qu'ils portaient) dans le dos ; d'autres n'avaient rien d'autre qu'un bouclier au bras gauche et une bonne épée dans la main droite ; tandis que beaucoup brandissaient à deux mains une formidable épée de combat fixée à un bâton faisant la moitié de la taille d'un homme. Chacun (d'entre eux) était protégé sur la partie supérieure du corps par un manteau d'écailles en fer, s'emboîtant les unes dans les autres comme les ardoises d'un toit ; les bras et les jambes étant laissés nus. Ceci assure une protection complète contre les balles de fusil tout en laissant une grande liberté de mouvement, car ces manteaux ne descendaient que jusqu'aux genoux et étaient très souples à toutes les articulations. Les archers formaient les meilleures troupes de Koxinga, et l'essentiel (des combats) dépendait d'eux, car même à distance, ils s'arrangeaient pour manier leurs armes avec une telle habileté qu'ils éclipsaient presque les fusiliers. Les porteurs de boucliers étaient utilisés à la place de la cavalerie. Un homme sur dix était un chef, qui gérait ses hommes et les poussait à attaquer les rangs de l'ennemi. La tête courbée et le corps caché derrière les boucliers, ils tentaient de percer les rangs adverses avec une telle fureur et un tel courage, comme si chacun d'eux avait un corps de rechange chez lui. Ils avançaient sans cesse, même si beaucoup étaient abattus ; ils ne s'arrêtaient pas pour réfléchir, mais se précipitaient comme des chiens enragés, sans même regarder autour d'eux pour voir s'ils étaient suivis par leurs camarades ou non. Ceux qui portaient l'épée (Ces armes ont été surnommées « couteau à savon » par les Hollandais) remplissaient le même rôle que nos lanciers en empêchant toute percée de l'ennemi, et en établissant ainsi un ordre parfait dans les rangs ; mais lorsque l'ennemi se repliait en désordre, les porteurs d'épée poursuivaient le combat (en commettant) un massacre effrayant parmi les fugitifs."
"Koxinga avait beaucoup d'armes à feu et de munitions. Il avait également deux compagnies de "Garçons Noirs", dont beaucoup avaient été des esclaves néerlandais et avaient appris à utiliser des fusils et des mousquets. Ceux-ci ont causé beaucoup de dégâts (dans les rangs hollandais) pendant la guerre à Formose".
Ces derniers marchèrent courageusement en rangs de douze hommes vers l'ennemi, et lorsqu'ils s'en approchèrent suffisamment, ils chargèrent en tirant trois salves de façon uniforme. L'ennemi, non moins courageux, déchargea une telle tempête de flèches qu'elles semblaient obscurcir le ciel. De part et d'autre, quelques hommes tombèrent hors de combat, mais les Chinois n'allaient pas pour autant s'enfuir, comme l'imaginaient (les Néerlandais). Les troupes néerlandaises remarquèrent alors l'escadron chinois séparé (du gros des troupes) qui venait de les surprendre par l'arrière ; et voyant que ceux de devant tenaient obstinément leur position, étaient maintenant dans une situation de sero sapiunt Phryges. Ils découvrirent alors qu'ils avaient trop confiance dans la faiblesse de l'ennemi et qu'ils n'avaient pas prévu une telle résistance. S'ils étaient courageux avant la bataille (cherchant à imiter les actions de Gédéon), la peur prenait maintenant la place de leur courage, et beaucoup d'entre eux jetèrent leurs fusils à terre sans même avoir tiré sur l'ennemi. En effet, ils prirent tous leurs jambes à leurs cous, avec une hâte honteuse, laissant leurs braves camarades et leur vaillant capitaine dans l'embarras. Pedel, jugeant que ce serait la plus grande folie de résister à un nombre aussi écrasant, souhaitait  regrouper (ses hommes) et battre en retraite en bon ordre, mais ses soldats ne l'écoutèrent pas. La peur avait pris le dessus, et la vie leur était chère ; chacun chercha donc à se sauver. Les Chinois, voyant le désordre, attaquèrent encore plus vigoureusement, abattant tous ceux qui se trouvaient devant eux. Ils ne firent pas de quartier, mais continuèrent jusqu'à ce que le capitaine et cent dix-huit hommes de son armée soient tués sur le champ de bataille, en guise de punition pour avoir compris quel était leur ennemi. D'autres malheurs s'abattent sur cette malheureuse compagnie. Un grand nombre des fusils en possession de nos troupes furent laissés sur place. Cette bataille s'est déroulée dans une plaine sablonneuse, d'où il était impossible de s'échapper, et sans la proximité du bateau-pilote, qui se trouvait près du rivage, il n'y aurait eu personne pour raconter l'histoire. Les fugitifs, qui ont dû se jeter à l'eau, qu'ils avaient jusqu’au cou, furent transportés à Tayouan.

Mais on avait remarqué que la plus grande partie de l'armée ennemie - qui, selon l'un des prisonniers, était forte de vingt mille hommes, Koxinga lui-même étant présent - avait déjà débarqué sur les rives du Sakam. Il était probable qu'ils allaient résister, nous poursuivre et nous vaincre, car ils disposaient d'une importante cavalerie et étaient armés de fusils, de couteaux à savon, d'arcs et de flèches et d'autres armes similaires, en plus d'être harnachés et munis de casques anti-tempête.
Le 4 avril, Valentyn se rend aux troupes de Koxinga lorsque ce dernier assiège le Fort Provintia. L'assaut rapide a pris Valentyn au dépourvu, car il avait l'impression que son fort était sous la protection de Fort Zeelandia et qu'il n'avait donc rien à craindre. Le 7 avril, l'armée de Koxinga encercle le fort Zeelandia, et envoie le prêtre néerlandais Antonius Hambroek, alors prisonnier des pro-Ming, comme émissaire pour exiger la reddition de la garnison. Cependant, Hambroek préfère exhorter la garnison à résister au lieu de se rendre, plutôt que de délivrer le message de Koxinga, ce qui lui vaut d’être exécuté lorsqu'il retourne au camp chinois. Koxinga décide alors d'utiliser son artillerie pour préparer l'assaut : 28 canons bombardent le fort, ainsi que les navires de la flotte chinoise. Les troupes déployées a terre tentent alors de prendre d'assaut le fort, mais sont repoussées après avoir subi des pertes considérables. Koxinga change alors de tactique et assiège le fort.
Le 28 mai, la nouvelle du siège atteint Batavia, la capitale de la Compagnie néerlandaise des Indes orientales. Cette dernière réagit en envoyant une flotte de 10 navires et 700 marins pour secourir les assiégés. Le 5 juillet, la flotte de secours arrive sur place et s'engage dans des affrontements à petite échelle avec la flotte de Koxinga. Une bataille majeure a lieu le 23 juillet, lorsque la flotte néerlandaise tente, en vain, de briser le blocus de Koxinga.  Les Hollandais tentent de bombarder les positions chinoises avec les canons de leurs navires, mais ils tirent trop haut et manquent leur cible, ce qui donne aux artilleurs chinois le temps de se préparer et de riposter. Pendant ce temps, les petits navires de la flotte néerlandaise attaquent les jonques chinoises, qui les attirent dans une passe étroite en feignant de se replier. Comme le vent est tombé, les navires hollandais tentent d'échapper à ce piège à la force des rames, mais les Chinois les rattrapent et massacrent les équipages, utilisant des piques pour tuer ceux qui tentent de fuir en passant par-dessus bord. Les Chinois ayant récupéré des grenades hollandaises dans des filets, ils les utilisent immédiatement contre les soldats de la VOC. Le Koukercken, le navire amiral de la flotte néerlandaise,  s'échoue juste devant l'emplacement d'un canon chinois et est coulé. Un autre navire s'échoue, mais son équipage réussit à fuir et rejoindre Fort Zeelandia. Ce qui reste de la flotte néerlandaise est obligé de battre en retraite. Pour la VOC, les pertes sont lourdes : deux navires coulés, trois petits navires capturés et 130 victimes.
Dans son livre, Coyett remarque la précision du bombardement de canons chinois contre les emplacements de canons néerlandais du fort. Des mines terrestres explosives sont utilisées par Koxinga contre les mousquetaires néerlandais.
En octobre, plusieurs douzaines de soldats néerlandais lancent un raid sur une île voisine pour s'approvisionner. Cette sortie tourne au désastre lorsque les Hollandais rencontrent un petit groupe de soldats chinois. Ils tentent de fuir, mais subissent de lourdes pertes, perdant 36 hommes.
En décembre, des mercenaires allemands de la VOC désertent au profit de Koxinga et lui indiquent que le moral de la garnison est bas. Sur la base de ces informations, il lance un assaut majeur sur le fort, qui est finalement repoussé.
En janvier 1662, un sergent allemand du nom de Hans Jurgen Radis fait lui aussi défection et donne à Koxinga des informations très précieuses. il lui indique comment s'emparer de la forteresse à partir d'une redoute, dont l'importance stratégique est jusqu'alors passée inaperçue au sein des forces chinoises. Koxinga suit ses conseils et la redoute néerlandaise tombe en moins d'une journée. Il faut noter que cette affirmation concernant l'existence d'un transfuge offrant des informations précieuses aux Chinois apparaît dans un livre rédigé par Frederick Coyett, où il décrit le siège du fort et, comme l'ont noté les spécialistes, cherche également à s'absoudre de la responsabilité de la défaite. Le contenu de ce livre recoupe les écrits d'un soldat suisse, qui décrit également cette trahison; mais les archives chinoises ne mentionnent aucun transfuge ou allemand nommé Hans Jurgen Radis,.
Durant les décennies qui ont précédé sa chute, la dynastie Ming avait pris l'habitude d'envoyer des équipes récupérer les canons des navires européens naufragés et de les désosser pour comprendre leur fonctionnement et les reproduire. Cette pratique a profité à Koxinga, qui a déployé lors du siège des canons qu'un de ses oncles avait récupérés sur des épaves des années auparavant.
Le 12 janvier 1662, la flotte de Koxinga lance un nouveau bombardement, tandis que les troupes à terre se préparent à attaquer le fort. Voyant que ses provisions s'épuisent, et qu'aucun renfort n'arrive, Coyett ordonne finalement de hisser le drapeau blanc et commence à négocier les conditions de la reddition. Un accord est trouvé le 1er février, et le 9 février, les survivants du personnel néerlandais de la Compagnie des Indes orientales quittent Taïwan. Ils sont tous autorisés à emporter avec eux leurs effets personnels, ainsi que des provisions en quantité suffisante pour leur permettre d'atteindre la colonie néerlandaise la plus proche.

### Torture
La torture est utilisée par les deux camps pendant ce conflit. C'est ainsi qu'un médecin néerlandais pratique une vivisection sur un prisonnier chinois. De leur côté, les Chinois amputent les parties génitales, le nez, les oreilles et les différents membres des prisonniers hollandais alors qu'ils sont encore en vie. Ceci fait, ils prennent les organes génitaux, les fourrent dans les bouches des corps mutilés et des prisonniers encore en vie, avant de renvoyer les uns et les autres à fort Zeelandia .
Ces exactions sont la répétition de celles survenues lors de la rébellion de Guo Huaiyi (en), les rebelles chinois ayant alors coupé les organes génitaux, les yeux, les oreilles et le nez des prisonniers néerlandais.

### Aborigènes de Taïwan
Si les tribus aborigènes taïwanaises s'étaient alliées aux Hollandais contre les Chinois lors de la rébellion de Guo Huaiyi (en)  en 1652, elles se retournent contre les Hollandais pendant le siège . En effet, les Aborigènes font défection au profit de Koxinga, lorsque ce dernier leur offre l'amnistie. Dès lors, ils travaillent pour les Chinois en exécutant les Néerlandais capturés. Le 17 mai 1661, les Aborigènes des montagnes et des plaines situées à proximité du fort font également défection au profit des Chinois. Ce changement d'allégeance les libère de l'enseignement obligatoire établi par les Néerlandais, ce qu'ils célèbrent en pourchassant les colons néerlandais et en les décapitant, tout en détruisant leurs manuels scolaires chrétiens.
Koxinga élabore un plan pour donner des bœufs et des outils agricoles à ses nouveaux alliés et leur enseigner les techniques agricoles. Il leur donne des robes et des chapeaux dans le style vestimentaire Ming, organise des festins pour les chefs de tribus et offre du tabac aux autochtones, qui se rassemblent en masse pour le rencontrer et l'accueillir, lorsqu'il visite leurs villages après avoir vaincu les Néerlandais.

## Conséquences
Après son arrivée à Batavia, Coyett est emprisonné pendant trois ans et jugé pour haute trahison, abandon de poste et perte de biens de valeur. Après des pressions exercées par ses amis et sa famille, il est partiellement gracié en 1674 et exilé dans l'île la plus orientale des îles Banda. En 1675, il publie Formose négligée (néerlandais : 't Verwaerloosde Formosa), un livre dans lequel il défend sa conduite et ses actions à Formose et critique la VOC pour avoir négligé ses demandes de renfort.
Après la perte du poste de Tayoan, la VOC tente à plusieurs reprises de reprendre le contrôle de l'ile, allant même jusqu'à s'allier avec les Mandchous de la dynastie Qing pour vaincre la flotte de Koxinga. Les nouveaux alliés réussissent à s'emparer de Keelung dans le nord de l'ile, mais sont obligés de l'abandonner à cause de difficultés logistiques et de l'infériorité de la flotte Qing face aux marins vétérans de Koxinga.

### Prisonniers hollandais
Pendant le siège du fort Zeelandia, les Chinois font de nombreux prisonniers hollandais, dont le missionnaire Antonius Hambroek et sa femme, ainsi que deux de leurs filles. Comme indiqué précédemment, Koxinga a envoyé Hambroek au fort Zeelandia pour persuader la garnison de se rendre; en l’avertissant qu'en cas d'échec, il serait tué à son retour. Hambroek se rend bien au fort, où deux de ses autres filles sont encore présentes, et, au lieu de délivrer son message, exhorte la garnison à ne pas se rendre. Il revient ensuite au camp de Koxinga et est décapité. De plus, une rumeur se répand parmi les Chinois, voulant que les Hollandais encourageaient les indigènes de Taïwan à tuer les Chinois. En représailles, Koxinga ordonne l'exécution massive des prisonniers néerlandais de sexe masculin, principalement par crucifixion et décapitation, quelques femmes et enfants étant également tués. Le reste des femmes et enfants néerlandais sont réduits en esclavage, Koxinga prenant comme concubine la fille adolescente de Hambroek, qui est décrite par le commandant néerlandais Caeuw comme "une jeune fille très douce et agréable". Les autres femmes néerlandaises sont vendues à des soldats chinois pour devenir leurs épouses (secondaires) ou maîtresses,,. Le journal quotidien du fort néerlandais indique que "les meilleures étaient conservées pour l'usage des commandants, et les autres étaient vendues aux simples soldats". Heureuse celle qui tombe sur un homme non marié, étant ainsi libérée des vexations des femmes chinoises, très jalouses de leurs maris". Les Néerlandaises prises comme concubines, épouses ou esclaves n'ont jamais été libérées : en 1684, lors de la chute du royaume de Tungning, certaines d'entre elles auraient été encore en vie. À Quemoy, un marchand hollandais est contacté par un fils de Koxinga, qui veut lui proposer un arrangement pour libérer les prisonniers, mais cela n’aboutit pas.
Les Chinois prenant des Néerlandaises comme concubines sont représentés dans la célèbre pièce de Joannes Nomsz "Antonius Hambroek, de Belegering van Formoza" ("Antonius Hambroek, ou le siège de Formose"), qui nous renseigne sur les inquiétudes des Européens face au sort des Néerlandaises et leur défaite face à des non-Européens.

## Influence culturelle
La bataille est décrite dans le film La guerre sino-néerlandaise de 1661 (en)  (chinois traditionnel : 鄭成功1661), qui se termine par la victoire de Koxinga sur les Hollandais.

## Galerie

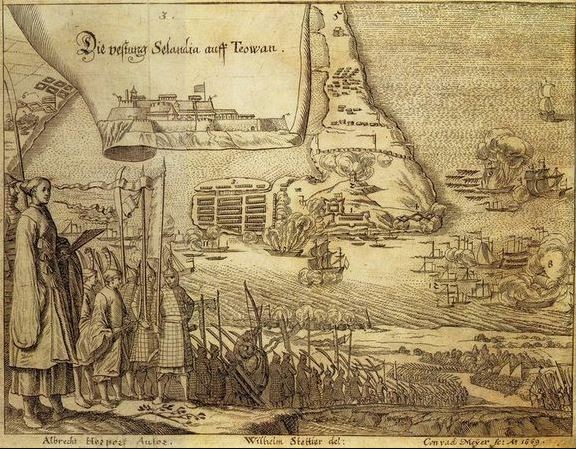
La reddition de Fort Zeelandia
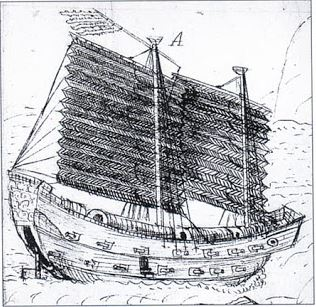
Une jonque Ming, 1637.
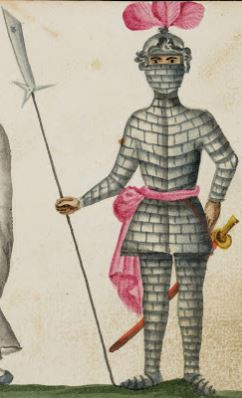
Soldat de Koxinga en armure d’écaille.
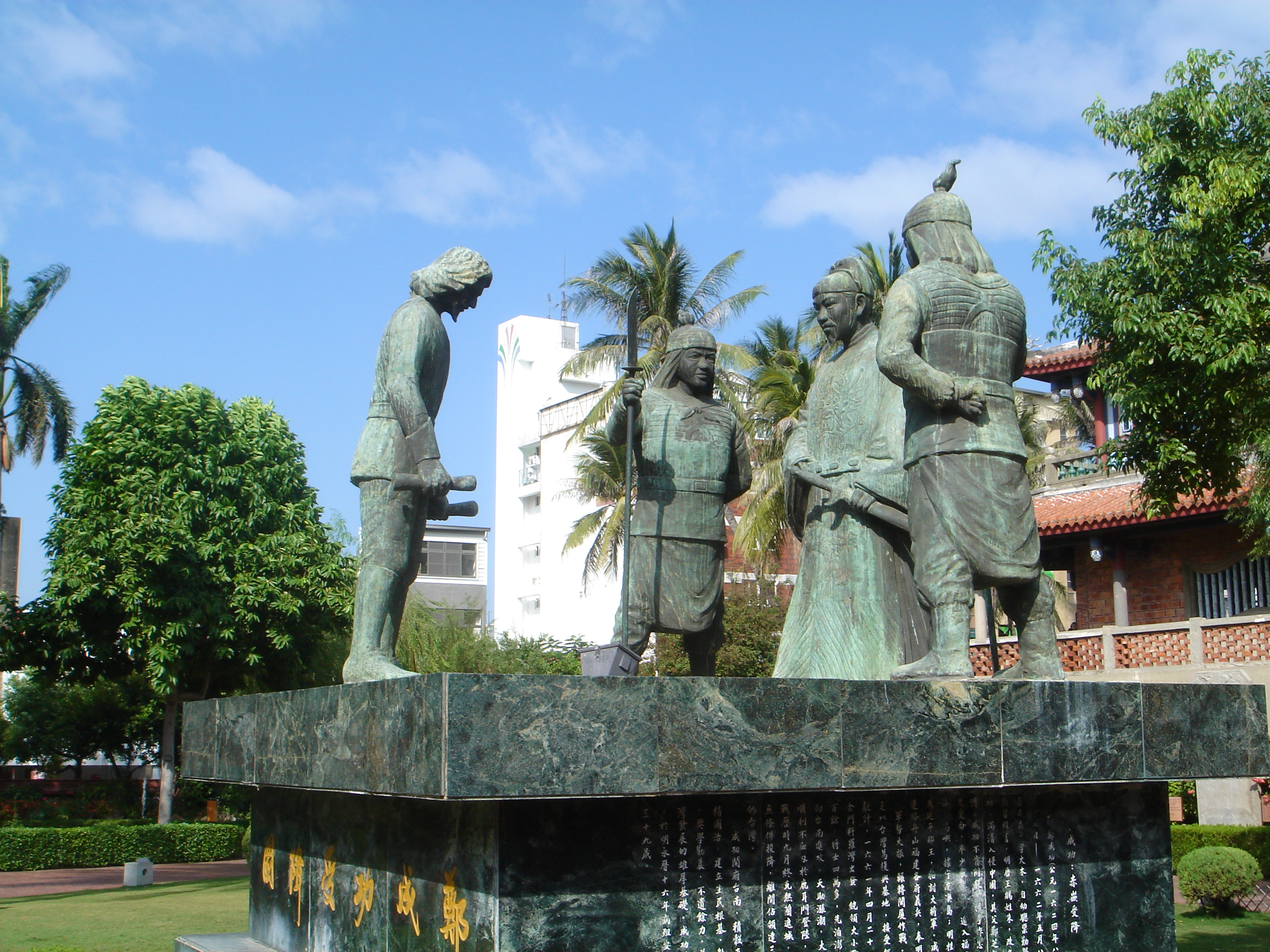
Statues représentant Koxinga et l'émissaire hollandais située aux tours de Chihkan, qui ont été érigées sur l'ancien site du Fort Provintia.
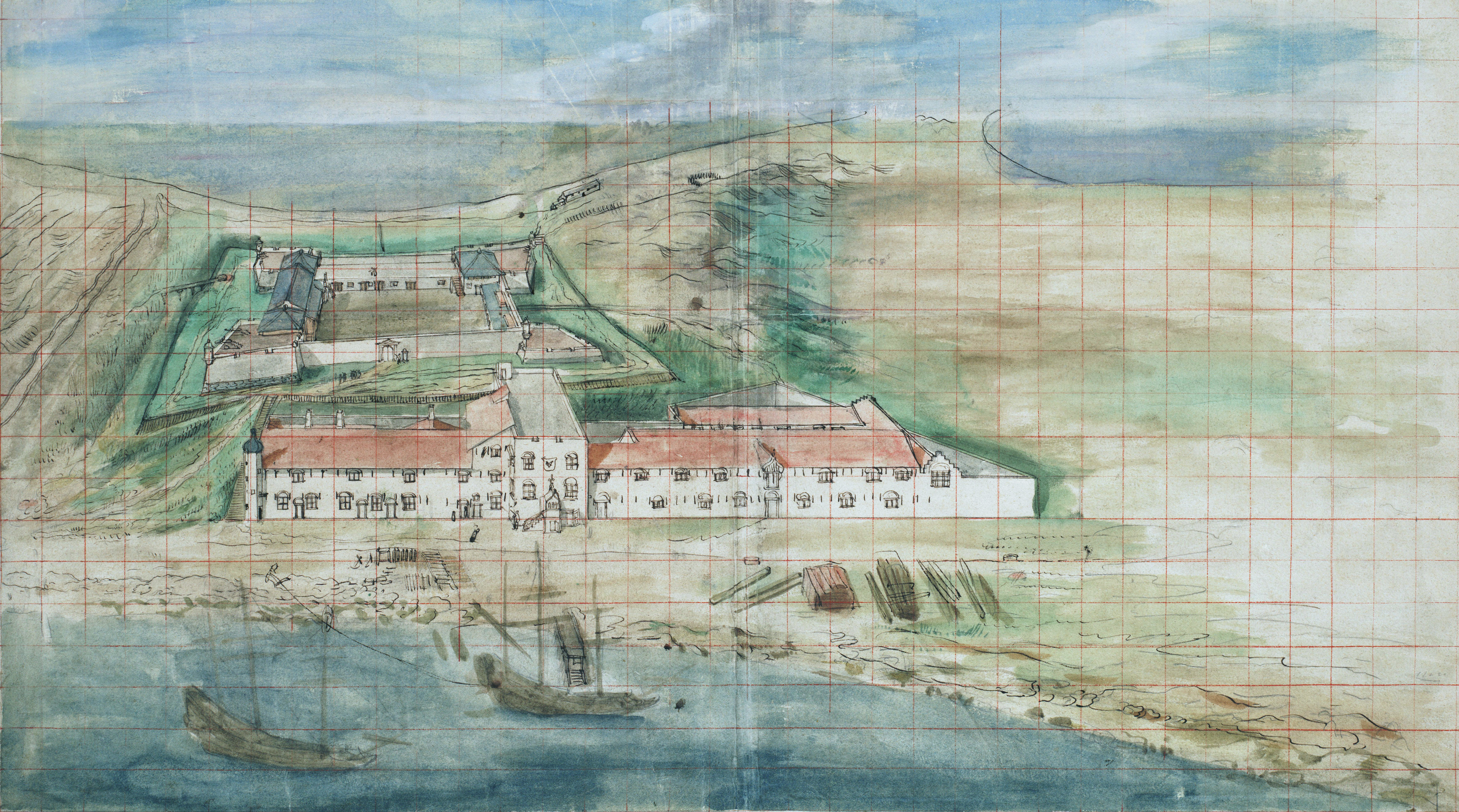
Peinture représentant Fort Zeelandia en 1635. Archives Nationales, La Hague, Pays-Bas
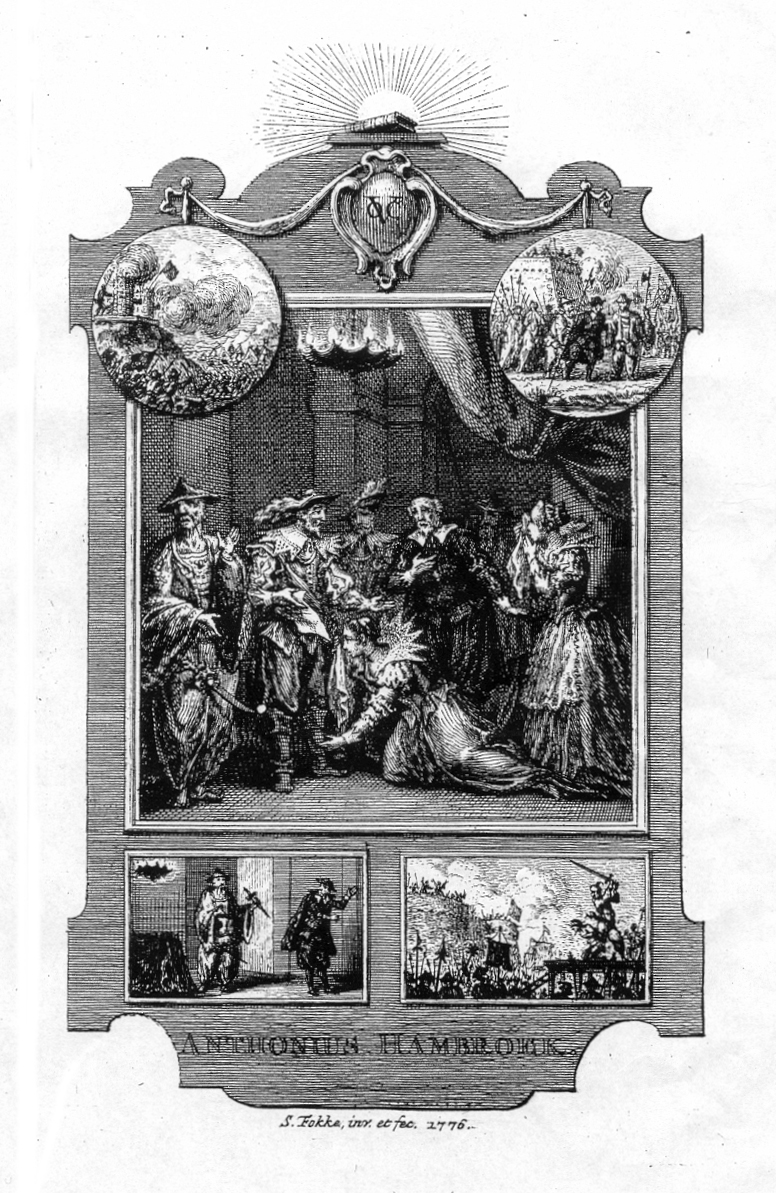
"Antonius Hambroek, de Belegering van Formoza"